# Exposition 1900
Pour plus de détails, voir Fiche technique et Distribution.
Exposition 1900 (Autour de 1900) est un court-métrage documentaire français de Marc Allégret, sorti en 1967.

## Synopsis
Documentaire sur l'Exposition universelle de 1900, à partir d'images tournées par Louis Lumière.

## Fiche technique
- Titre français : Exposition 1900 (Autour de 1900)
- Réalisation : Marc Allégret
- Production : Pierre Braunberger
- Société de production : Les Films de la Pléiade
- Société de distribution :  Les Films du Jeudi
- Pays de production :  France
- Langue originale : français
- Format : Noir et blanc
- Genre : film documentaire
- Durée : 14 minutes
- Date de sortie : 
  - France : 1967